# 23 Andromedae
23 Andromedae (23 And), som är stjärnans Flamsteedbeteckning, är en ensam stjärna belägen i den mellersta delen av stjärnbilden Andromeda, men har varit misstänkt att vara en spektroskopisk dubbelstjärna. Den har en skenbar magnitud på ca 5,71 och är svagt synlig för blotta ögat där ljusföroreningar ej förekommer. Baserat på parallaxmätning inom Hipparcosuppdraget på ca 26,8 mas, beräknas den befinna sig på ett avstånd på ca 122 ljusår (ca 37 parsek) från solen. Stjärnan rör sig närmare solen med en heliocentrisk radiell hastighet av –27 km/s. Den har en relativt stor egenrörelse och förflyttar sig över himlavalvet med hastigheten 0,191 bågsekunder per år.

## Egenskaper
23 Andromedae är en gul till vit underjättestjärna av spektralklass F0 IV, som håller på att utvecklas till en röd jätte. Den har en massa som är ca 1,4 gånger solens massa, en radie som är ca 1,5 gånger större än solens och utsänder ca 50 gånger mera energi än solen från dess fotosfär vid en effektiv temperatur på ca 7 100 K.
23 Andromedae visar en liten mikrovariabilitet med en frekvens av 0,88784 gånger per dygn och en amplitud på 0,0062 magnitud.